# Дангиаде, Екатерина
Екатери́на (Катри́н) Марти́на Дангиаде́ (фр. Catherine Martine Denguiadé; род. 7 августа 1949, Форт Аршамбо, Чад) — одна из девятнадцати супруг президента Центральноафриканской Республики Жан-Беделя Бокассы. В 1976 году, с провозглашением Центральноафриканской Империи была объявлена «императрицей Центральной Африки».
Екатерина Дангиаде родила Бокассе семерых детей, включая престолонаследника и действующего главу императорского дома Бокасса Жан-Беделя-младшего.

## Биография

### Ранние годы
Екатерина Мартина Дангиаде родилась в Чаде, в городе Форт Аршамбо (ныне Сарх). Её отец, как и будущий супруг, происходил из влиятельного центральноафриканского клана М’бака, а мать — Люсьен Табедье — имела чадское происхождение. Вскоре семья Екатерины переехала в Банги. Здесь Екатерина поступила в лицей Пия XII.
В 1962 году по дороге домой из школы тринадцатилетняя лицеистка познакомилась с Жан-Беделем Бокассой — сорокалетним офицером, когда тот совершал автомобильную прогулку по улицам Банги. Недавно уволившийся из рядов французских вооружённых сил и возвратившийся на родину, в Центральную Африку, Бокасса был полон решимости найти себе новую жену (к тому времени за его плечами было уже пять браков). Екатерина ему сразу понравилась, и он задался целью завести с ней знакомство. Прежде, чем оно состоялось, Бокасса целыми днями подолгу ожидал девушку у лицея, но всякий раз не решался завязать разговор: лишь спустя несколько дней ему это удалось. Ухаживания Бокассы Екатерина воспринимала благосклонно, как и её мать, не препятствовавшая замужеству дочери. Однако отец Екатерины, в свою очередь, и слышать не хотел о браке, несмотря на то, что Бокасса являлся дальним родственником его семьи, а тогдашний президент ЦАР Давид Дако приходился ему племянником. Ухажёра девушки это не остановило: он продолжал свататься к Екатерине, ухаживать за ней и со временем сумел найти подход к её отцу. Наконец, 20 июня 1965 года (по другим данным — 1964 года) Екатерина вышла за него замуж. К тому моменту ей ещё не было и шестнадцати.
Уже в следующем месяце после заключения брака Бокасса взял молодую жену с собой во Францию. Здесь, на протяжении нескольких месяцев, пока в ЦАР продолжался политический кризис, она сопровождала супруга в изгнании. А в ночь с 31 декабря 1965 на 1 января 1966 года Бокасса совершил государственный переворот на родине, став новым президентом ЦАР. Ещё недавно обучавшаяся в школе, теперь Екатерина стала женой главы государства. Бокасса брал молодую супругу с собой в официальные поездки, позволял присутствовать с ним на приёмах. Екатерина быстро привыкла к роскоши, повышенному вниманию, красивой одежде и украшениям. Центральноафриканцы прозвали её «Маман Кати» (фр. Maman Cathy). В число хобби Екатерины входил шоппинг, а также коллекционирование кукол и чучел животных — их у жены Бокассы было огромное количество. Страстным коллекционером был и сам Бокасса, но он, в свою очередь, предпочитал приобретать камеры, музыкальные инструменты и обувь.
В начале 1970-х годов президент Бокасса, взявший курс на сближение с Францией, установил приятельские отношения с французским президентом Валери Жискар д’Эстеном. В связи с этим во время частых встреч глав двух государств Екатерина была вынуждена поддерживать общение с супругой Жискар д’Эстена Анной-Аймон. Это давалось ей с трудом: темы разговоров между супругами президентов ограничивались погодой и ценами в парижских модных бутиках. Екатерине приходилось терпеть и другие тяготы совместной жизни с Бокассой: диктатор отличался скупостью и был крайне ревнив — он не терпел даже того, что кто-то смотрит на его жену. В июле 1973 года, узнав от водителя супруги о том, что Екатерина неоднократно посещала дом своего близкого друга без его разрешения, Бокасса вызвал молодого человека к себе и так жестоко избил, что тот скончался на месте. Вместе с тем сам диктатор был многоженцем и имел несколько любовниц, и его «жене номер один» приходилось считаться с этим обстоятельством.

### Императрица ЦАИ
4 декабря 1977 года, спустя год после провозглашения Центральноафриканской Империи, состоялась торжественная коронация Жана-Беделя Бокассы как императора Бокассы I. Екатерина также была коронована как императрица, по прообразу Жозефины Богарнэ (Бокасса считал Наполеона Бонапарта своим кумиром). Её платье, приготовленное для церемонии коронации, обошлось государству в 72 400 $.
В 1979 году, пока Бокасса с супругой находился с визитом в Ливии, представители центральноафриканской оппозиции при поддержке французских десантников совершили бескровный переворот в стране (операция «Барракуда»), ликвидировав империю и возвратив республиканский режим правления.

### Жизнь после низложения
После низложения семья бывшего императора Бокассы нашла убежище в Кот-д'Ивуаре, а потом обосновалась в замке под Парижем, выделенным при посредничестве французского президента Валери Жискар д’Эстена. По некоторым сведениям, между президентом Франции и Екатериной Дангиаде был роман.
Когда отношения между Бокассой и его шестой супругой начали ухудшаться, она переехала в Лозанну, где жила до конца 1990-х годов. Бывший император, тем временем, вернулся в ЦАР. Здесь он был осуждён, приговорён к смерти, позже — к длительному заключению, а в ходе амнистии 1993 года — выпущен на свободу. После смерти Бокассы в 1996 году Екатерина прибыла на его похороны.
Екатерина Дангиаде родила Бокассе семерых детей, в том числе, кронпринца Жана-Беделя младшего. Сейчас она проживает в Банги, куда перебралась вскоре после смерти мужа.
Екатерина Дангиаде присутствовала на церемонии 1 декабря 2010 года, в ходе которой президент ЦАР Франсуа Бозизе подписал указ о полной реабилитации Жан-Беделя Бокассы и его посмертном восстановлении во всех правах, и приняла от президента одну из высоких государственных наград.